# Campeonato Argentino Juvenil 1980
El Campeonato Argentino Juvenil de 1980 fue la novena edición del torneo para seleccionados juveniles de las uniones regionales afiliadas a la Unión Argentina de Rugby. Se llevó a cabo entre el 21 de junio y el 6 de julio de 1980.
La Unión de Rugby de Cuyo organizó por segunda vez las fases finales del campeonato juvenil, habiendo hospedado anteriormente las etapas definitorias del torneo inaugural en 1972, además del torneo de mayores en 1971. 
Buenos Aires ganó el torneo por octavo año consecutivo luego de vencer en la final a la Unión de Rugby de Cuyo por 17-16 en tiempo suplementario.

## Equipos participantes
Participaron de esta edición diecisiete equipos: dieciséis uniones provinciales y la Unión Argentina de Rugby, representada por el seleccionado de Buenos Aires. 
| Equipo        | Unión                                                |
| ------------- | ---------------------------------------------------- |
| Alto Valle    | Unión de Rugby del Alto Valle de Río Negro y Neuquén |
| Austral       | Unión de Rugby Austral                               |
| Buenos Aires  | Unión Argentina de Rugby                             |
| Chubut        | Unión de Rugby del Valle del Chubut                  |
| Córdoba       | Unión Cordobesa de Rugby                             |
| Cuyo          | Unión de Rugby de Cuyo                               |
| Entre Ríos    | Unión Entrerriana de Rugby                           |
| Jujuy         | Unión Jujeña de Rugby                                |
| Mar del Plata | Unión de Rugby de Mar del Plata                      |
| Nordeste      | Unión de Rugby del Nordeste                          |
| Rosario       | Unión de Rugby de Rosario                            |
| Salta         | Unión de Rugby de Salta                              |
| San Juan      | Unión Sanjuanina de Rugby                            |
| Santa Fe      | Unión Santafesina de Rugby                           |
| Sur           | Unión de Rugby del Sur                               |
| Tandil        | Unión Tandilense de Rugby                            |
| Tucumán       | Unión de Rugby de Tucumán                            |

Debido a sus ausencias en los encuentros correspondientes a la primera fase, la Unión de Rugby de Mar del Plata y la Unión Tandilense de Rugby fueron sancionadas e impedidas de participar en el Campeonato Argentino Juvenil de 1981.

## Primera fase

### Zona 1
La Unión Jujeña de Rugby actuó como sede de la Zona 1.
|  | Semifinales  | Semifinales  | Semifinales  |              |         | Final       | Final       | Final       |  |
|  | 28 de junio  | 28 de junio  | 28 de junio  |              |         | 29 de junio | 29 de junio | 29 de junio |  |
|  |              |              |              |              |         |             |             |             |  |
|  |              |              |              |              |         |             |             |             |  |
|  | Jujuy        | Jujuy        | 12           |              |         |             |             |             |  |
|  | Jujuy        | Jujuy        | 12           |              |         |             |             |             |  |
|  | Tucumán      | Tucumán      | 45           |              |         |             |             |             |  |
|  | Tucumán      | Tucumán      | 45           |              | Tucumán | Tucumán     | 14          |             |  |
|  |              |              |              |              | Tucumán | Tucumán     | 14          |             |  |
|  |              |              | Buenos Aires | Buenos Aires | 22      |             |             |             |  |
|  | Córdoba      | Córdoba      | Buenos Aires | Buenos Aires | 22      | 6           |             |             |  |
|  | Córdoba      | Córdoba      |              |              |         | 6           |             |             |  |
|  | Buenos Aires | Buenos Aires | 44           |              |         |             |             |             |  |
|  | Buenos Aires | Buenos Aires | 44           |              |         |             |             |             |  |
|  |              |              |              |              |         |             |             |             |  |

### Zona 2
La Unión de Rugby Austral actuó como sede de la Zona 2.
|  | Semifinales   | Semifinales | Semifinales |        |    | Final       | Final       | Final       |  |
|  | 21 de junio   | 21 de junio | 21 de junio |        |    | 22 de junio | 22 de junio | 22 de junio |  |
|  |               |             |             |        |    |             |             |             |  |
|  |               |             |             |        |    |             |             |             |  |
|  | Austral       | Austral     | w.o.        |        |    |             |             |             |  |
|  | Austral       | Austral     | w.o.        |        |    |             |             |             |  |
|  | Tandil        |             |             |        |    |             |             |             |  |
|  |               | Austral     | Austral     | 4      |    |             |             |             |  |
|  |               |             |             | 4      |    |             |             |             |  |
|  |               |             | Chubut      | Chubut | 31 |             |             |             |  |
|  | Mar del Plata |             | Chubut      | Chubut | 31 |             |             |             |  |
|  |               |             |             |        |    |             |             |             |  |
|  | Chubut        | Chubut      | w.o.        |        |    |             |             |             |  |
|  | Chubut        | Chubut      | w.o.        |        |    |             |             |             |  |
|  |               |             |             |        |    |             |             |             |  |

### Zona 3
La Unión Sanjuanina de Rugby actuó como sede de la Zona 3.
|  | Semifinales | Semifinales | Semifinales |       |          | Final    | Final | Final |  |
|  |             |             |             |       |          |          |       |       |  |
|  |             |             |             |       |          |          |       |       |  |
|  | San Juan    | San Juan    | 65          |       |          |          |       |       |  |
|  | San Juan    | San Juan    | 65          |       |          |          |       |       |  |
|  | Alto Valle  | Alto Valle  | 0           |       |          |          |       |       |  |
|  | Alto Valle  | Alto Valle  | 0           |       | San Juan | San Juan | 32    |       |  |
|  |             |             |             |       | San Juan | San Juan | 32    |       |  |
|  |             |             | Salta       | Salta | 12       |          |       |       |  |
|  | Salta       | Salta       | Salta       | Salta | 12       | 11       |       |       |  |
|  | Salta       | Salta       |             |       |          | 11       |       |       |  |
|  | Sur         | Sur         | 7           |       |          |          |       |       |  |
|  | Sur         | Sur         | 7           |       |          |          |       |       |  |
|  |             |             |             |       |          |          |       |       |  |

### Zona 4
La Unión Santafesina de Rugby actuó como sede de la Zona 4.
|  | Semifinales | Semifinales | Semifinales |         |          | Final       | Final       | Final       |  |
|  | 28 de junio | 28 de junio | 28 de junio |         |          | 29 de junio | 29 de junio | 29 de junio |  |
|  |             |             |             |         |          |             |             |             |  |
|  |             |             |             |         |          |             |             |             |  |
|  | Santa Fe    | Santa Fe    | 22          |         |          |             |             |             |  |
|  | Santa Fe    | Santa Fe    | 22          |         |          |             |             |             |  |
|  | Nordeste    | Nordeste    | 9           |         |          |             |             |             |  |
|  | Nordeste    | Nordeste    | 9           |         | Santa Fe | Santa Fe    | 0           |             |  |
|  |             |             |             |         | Santa Fe | Santa Fe    | 0           |             |  |
|  |             |             | Rosario     | Rosario | 30       |             |             |             |  |
|  | Rosario     | Rosario     | Rosario     | Rosario | 30       | 14          |             |             |  |
|  | Rosario     | Rosario     |             |         |          | 14          |             |             |  |
|  | Entre Ríos  | Entre Ríos  | 7           |         |          |             |             |             |  |
|  | Entre Ríos  | Entre Ríos  | 7           |         |          |             |             |             |  |
|  |             |             |             |         |          |             |             |             |  |

## Interzonal
El encuentro interzonal clasificatorio para las semifinales del torneo enfrentó a los ganadores las zonas 2 y 3, la Unión Sanjuanina de Rugby y la Unión de Rugby del Valle del Chubut.
| 29 de junio | San Juan | 29 - 3  | Chubut | San Juan, |  |
|             |          | Reporte |        |           |  |

## Fase final
La Unión de Rugby de Cuyo clasificó directamente a semifinales por ser sede de las fases finales.
|  | Semifinales  | Semifinales  | Semifinales |      |                     | Final               | Final        | Final        |  |
|  |              |              |             |      |                     |                     |              |              |  |
|  |              |              |             |      |                     |                     |              |              |  |
|  | Buenos Aires | Buenos Aires | 63          |      |                     |                     |              |              |  |
|  | Buenos Aires | Buenos Aires | 63          |      |                     |                     |              |              |  |
|  | San Juan     | San Juan     | 10          |      |                     |                     |              |              |  |
|  | San Juan     | San Juan     | 10          |      | Buenos Aires (t.e.) | Buenos Aires (t.e.) | 17           |              |  |
|  |              |              |             |      | Buenos Aires (t.e.) | Buenos Aires (t.e.) | 17           |              |  |
|  |              |              | Cuyo        | Cuyo | 16                  |                     |              |              |  |
|  | Rosario      | Rosario      | Cuyo        | Cuyo | 16                  | 15                  |              |              |  |
|  | Rosario      | Rosario      |             |      |                     | 15                  |              |              |  |
|  | Cuyo         | Cuyo         | 37          |      |                     | Tercer lugar        | Tercer lugar | Tercer lugar |  |
|  | Cuyo         | Cuyo         | 37          |      |                     | Tercer lugar        | Tercer lugar | Tercer lugar |  |
|  |              |              |             |      |                     |                     |              |              |  |
|  |              |              |             |      |                     | San Juan            | San Juan     | 18           |  |
|  |              |              |             |      |                     | San Juan            | San Juan     | 18           |  |
|  |              |              |             |      |                     | Rosario             | Rosario      | 42           |  |
|  |              |              |             |      |                     | Rosario             | Rosario      | 42           |  |
|  |              |              |             |      |                     |                     |              |              |  |

|                      |
| Buenos Aires Campeón |
| Octavo título        |